# Стригівська волость
Стригівська волость — історична адміністративно-територіальна одиниця Кобринського повіту Гродненської губернії Російської імперії. Волосний центр — село Стригове.

## У складі Польщі
Після анексії Полісся Польщею волость отримала назву ґміна Стригове.
Розпорядженням Міністра внутрішніх справ Польщі 23 березня 1928 р. ґміна ліквідована і передано:
- до новоствореної ґміни Кобринь — села: Андронове, Гуцьки, Іменін, Ленати, Лепеси Малі, Лепеси Великі, Лобачів і Мазичі, фільварки: Андронове І, Андронове II, Гуцьки, Іменін, Легати й Лепеси, селище: Маковищі;
- до новоствореної ґміни Тевли — села: Береза-Косцинська, Дубове, Германи, Ліскове, Малиші, Острове, Славне, Стригове й Туличі, селища: Юзефин і Пересік, колонія: Підразове;
- до ґміни Подолісся — села: Босяч і Береза, колонія: Босяч, фільварок: Береза та селище: Вінцентове.